# Salangana camanua
La salangana camanua (Aerodramus nuditarsus) és una espècie d'ocell de la família dels apòdids (Apodidae) que habita les terres altes de l'illa de Nova Guinea.